# Оден (Арканзас)
Оден (англ. Oden) — місто (англ. town) в США, в окрузі Монтгомері штату Арканзас. Населення — 180 осіб (2020).

## Географія
Оден розташований за координатами 34°37′23″ пн. ш. 93°47′1″ зх. д. / 34.62306° пн. ш. 93.78361° зх. д. (34.623160, -93.783664).  За даними Бюро перепису населення США в 2010 році місто мало площу 2,27 км², з яких 2,21 км² — суходіл та 0,06 км² — водойми.

## Демографія
Згідно з переписом 2010 року, у місті мешкали 232 особи в 87 домогосподарствах у складі 67 родин. Густота населення становила 102 особи/км².  Було 101 помешкання (45/км²). 
Расовий склад населення:
| - 96,1 % — білих - 1,3 % — корінних американців |

До двох чи більше рас належало 2,2 %. Іспаномовні складали 0,4 % від усіх жителів.
За віковим діапазоном населення розподілялося таким чином: 28,0 % — особи молодші 18 років, 53,0 % — особи у віці 18—64 років, 19,0 % — особи у віці 65 років та старші. Медіана віку мешканця становила 39,3 року. На 100 осіб жіночої статі у місті припадало 101,7 чоловіків;  на 100 жінок у віці від 18 років та старших — 106,2 чоловіків також старших 18 років.
Середній дохід на одне домашнє господарство  становив 47 938 доларів США (медіана — 45 750), а середній дохід на одну сім'ю — 52 202 долари (медіана — 49 375). За межею бідності перебувало 17,5 % осіб, у тому числі 15,5 % дітей у віці до 18 років та 7,7 % осіб у віці 65 років та старших.
Цивільне працевлаштоване населення становило 97 осіб. Основні галузі зайнятості: освіта, охорона здоров'я та соціальна допомога — 39,2 %, будівництво — 14,4 %, фінанси, страхування та нерухомість — 10,3 %, роздрібна торгівля — 9,3 %.